# Грб Јужне Џорџије и Јужних Сендвичких Острва
Грб Јужне Џорџије и Јужних Сендвичких Острва је званични хералдички симбол британске прекоморске територије Јужна Џорџија и Јужна Сендвичка Острва. Грб је у употреби од 1985. године. 